# Villamedia Magazine
Villamedia Magazine (voorheen De Journalist) is een Nederlands vaktijdschrift voor journalistiek en communicatie. 

## Beschrijving
Het vakblad verschijnt tien keer per jaar en richt zich op ontwikkelingen in de media en de journalistiek, waarover het nieuws en commentaar brengt. Villamedia wordt gefaciliteerd door de Nederlandse Vereniging van Journalisten (NVJ), maar heeft een eigen statuut en is redactioneel verregaand onafhankelijk. Hoofdredacteur is sinds 2008 Dolf Rogmans. Leden van de NVJ ontvangen het magazine gratis. 
Het magazine is onderverdeeld in enkele thema's, zoals de maand, de mensen en de meningen. Daarnaast is er een wisselend themadossier, bijvoorbeeld Buitenland of Arbeidsmarkt. Hieronder vallen weer vaste rubrieken, nieuws- en achtergrondverhalen en columns. 
De website van het magazine heeft als naam Villamedia, en kent naast de inhoud van het magazine, onder meer nieuws, een agenda, vacatures en een community-blog.

## Geschiedenis
Het blad ontstond in 1895 onder de titel Maandelijkse Mededeelingenblad van den Nederlandsche Journalisten Kring. Daarna veranderde de naam enkele keren. In 1919 veranderde de naam in  De journalist, orgaan van den Nederlandschen Journalistenkring en de bladen Christen-journalist en Katholieke journalist zouden erin opgaan. Het tijdschrift verscheen niet in de periode februari 1941 t/m maart 1946.
Na 1949 werd de titel van het blad ingekort tot De Journalist. Op 28 augustus 2009 verscheen het laatste nummer van De Journalist, en sindsdien wordt het blad onder de titel Villamedia Magazine uitgegeven. 
Het tijdschrift bevatte vroeger vooral mededelingen van de NVJ en uitspraken van de Raad voor de Journalistiek (RvJ). In de huidige formule bestrijkt nieuws van de NVJ en de RvJ een eigen sectie.
Villamedia Magazine is tot en met april 2013 tweewekelijks verschenen. Vanaf het voorjaar 2013 verschijnt Villamedia tien keer per jaar. In het voorjaar van 2014 heeft de redactie van Villamedia het 'web first' principe omarmd. Alle artikelen verschijnen eerst online en daarna in print. De papieren oplage van het blad bedroeg eind 2014 ongeveer 8.000 exemplaren.